# دریاچه کومسومولسکویه
دریاچه کومسومولسکویه (انگلیسی: Lake Komsomolskoye) یک دریاچه در استان لنینگراد کشور روسیه است.